# 20世紀のアメリカ名馬100選
20世紀のアメリカ名馬100選（にじっせいきのアメリカめいばひゃくせん、英題：Blood-Horse magazine List of the Top 100 U.S. Racehorses of the 20th Century）は、1999年、アメリカ合衆国の競馬情報誌『ブラッド・ホース』の編集部によって選定された、20世紀のアメリカ合衆国の競馬を代表する競走馬100頭を第1位から第100位まで順位付けしたもの。
選定された100頭の競走成績、および各馬に関する逸話を伝記形式で綴られており、『ブラッド・ホース』誌上での連載後にエクリプス・プレスより単行本として出版されている。日本では2000年から2002年にかけて、『週刊Gallop』（産経新聞社）誌上において和訳版が「20世紀のアメリカ名馬100選」のタイトルで連載されていた。
選考の基準はブラッド・ホースの編集者らの所見であるため、この順位付けに異論が唱えられることも決して少なくないが、一般的には各馬に対する一定の価値ある評価として受け止められており、実際に選定馬の中でアメリカ競馬名誉の殿堂入りを果たしていないのは22位ファーラップ、74位ボールドイーグルのみである。

## 選定馬とその順位
1. マンノウォー
2. セクレタリアト
3. サイテーション
4. ケルソ
5. カウントフリート
6. ドクターフェイガー
7. ネイティヴダンサー
8. フォアゴー
9. シアトルスルー
10. スペクタキュラービッド
11. トムフール
12. アファームド
13. ウォーアドミラル
14. バックパサー
15. コリン
16. ダマスカス
17. ラウンドテーブル
18. シガー
19. ボールドルーラー
20. スワップス
21. エクイポイズ
22. ファーラップ
23. ジョンヘンリー
24. ナシュア
25. シービスケット
26. ワーラウェイ
27. アリダー
28. ギャラントフォックス
29. エクスターミネーター
30. サイゾンビー（シスオンバイ）
31. サンデーサイレンス
32. スキップアウェイ
33. アソールト
34. イージーゴア
35. ラフィアン
36. ギャラントマン
37. ディスカヴァリー
38. シャルドン
39. アームド
40. ブッシャー
41. スタイミー
42. アリシーバ
43. ノーザンダンサー
44. アックアック
45. ギャロレット
46. マジェスティックプリンス
47. コールタウン
48. パーソナルエンスン（パーソナルエンサイン）
49. サーバートン
50. ダリア
51. スーザンズガール
52. トゥエンティグランド
53. ソードダンサー
54. グレイラグ
55. デヴィルダイヴァー
56. ゼヴ
57. リヴァリッジ
58. スルーオゴールド
59. トワイライトティアー
60. ネイティヴダイヴァー
61. オマハ
62. シケイダ
63. シルバーチャーム
64. ホーリーブル
65. アルサブ
66. トップフライト
67. アーツアンドレターズ
68. オールアロング
69. ヌーア
70. シュヴィー
71. リグレット
72. ゴーフォーワンド
73. ジョンズタウン
74. ボールドイーグル
75. ヒルプリンス
76. レディーズシークレット
77. トゥーリー
78. エイトサーティ
79. ギャラントブルーム
80. タウィー
81. アフェクショネイトリー
82. ミエスク
83. キャリーバック
84. バイムレック
85. ルアー
86. フォートマーシー
87. ゲイムリー
88. オールドローズバド
89. ビウィッチ
90. デヴォナデール
91. ジェニュインリスク
92. サラゼン
93. サンボウ
94. アートフル
95. バヤコア
96. エクセラー
97. フーリッシュプレジャー
98. ベルデイム
99. ローマー
100. ブルーラークスパー

## 書籍
- Thoroughbred Champions: Top 100 Racehorses of the 20th Century (2000 著者:ブラッドホース編集部 出版:Eclipse Press ISBN 1-58150-024-6)